# 刘亭
刘亭（1952年4月1日—），原名刘婷婷，前中华人民共和国主席刘少奇之女，母亲王光美。北京联亚集团董事长、中贸圣佳国际拍卖有限公司董事长、中华全国工商业联合会第十二届执行委员会常务委员。

## 个人经历
1952年4月1日生于北京；
1966年文化大革命初期刘婷婷在北京师范大学附属实验中学就读，8月5日参与了将副校长卞仲耘殴打致死的事件。
1978年考入中国人民大学外文系；
1981-1984年在波士顿大学国际关系系学习，获学士学位；
1985（一说1986）年获哈佛大学商学院工商管理硕士学位；
1985-1989年就职于洛克菲勒公司；
1990年起任联亚集团董事长兼总裁；
1995年任北京联亚投资公司董事长兼总裁，中贸圣佳国际拍卖有限公司董事长；
2015年1月，出席政协第十一届广西壮族自治区委员会三次会议；
2017年11月，当选中华全国工商业联合会第十二届执行委员会常务委员；
2017年12月，当选中华全国工商业联合会女企业家商会第六届会长；
2020年9月，被授予抗击新冠肺炎疫情全国三八红旗手。